# Fundż (lud)
Fundż (Fundżowie) – jedna z grup etnicznych zamieszkujących współczesny Sudan. Ich pochodzenie jest kwestią sporów, ale wydaje się, że przybyli do Sudanu z Suddu w początkach XVI wieku, uciekając przed zagrożeniem ze strony Szylluków. Gdy przybyli na tereny ówczesnej Nubii, zniszczyli pozostałości królestwa Alwy i pod dowództwem Abdallaha Jamma stworzyli tu Sułtanat Sannar, który przetrwał do XIX wieku. Z biegiem czasu Fundżowie ulegli arabizacji, przejmując język arabski.